# Condado de Richmond (Geórgia)
O Condado de Richmond é um dos 159 condados do Estado americano de Geórgia. A sede do condado é Augusta, e sua maior cidade é Augusta. O condado possui uma área de 851 km², uma população de 199 775 habitantes, e uma densidade populacional de 238 hab/km² (segundo o censo nacional de 2000). O condado foi fundado em 5 de fevereiro de 1777.